# Aleksiej Graczow
Aleksiej Pietrowicz Graczow (ros. Алексей Петрович Грачёв, ur. w marcu 1896 w stanicy Obidimo w guberni tulskiej, zm. 28 lipca 1938) – radziecki działacz partyjny i państwowy.

## Życiorys
Od sierpnia 1915 do sierpnia 1917 służył w rosyjskiej armii, walczył w I wojnie światowej, został zatruty gazem i odesłany z frontu na leczenie, od listopada 1919 należał do RKP(b). Od stycznia do kwietnia 1920 był komisarzem politycznym ds. przesuwania paliwa, od kwietnia 1920 do sierpnia 1923 był kolejno sekretarzem wydziału politycznego, pełnomocnikiem komitetu związku zawodowego kolejarzy, sekretarzem komitetu RKP(b), sekretarzem i kierownikiem Wydziału Organizacyjnego Komitetu Związku Zawodowego Kolejarzy stacji Tuła-Lichwinskaja (kolej kurska). W 1922 ukończył wieczorowe kursy aktywu partyjnego w Tule, od sierpnia 1923 do grudnia 1925 był przewodniczącym lokalnego komitetu drogi i kierownikiem wydziału dzielnicowego komitetu związku zawodowego kolejarzy stacji Niżny Nowogród, od grudnia 1925 do kwietnia 1927 sekretarzem komitetu RKP(b)/WKP(b) stacji Niżny Nowogród, a od kwietnia 1927 do sierpnia 1928 kierownikiem wydziału organizacyjnego rejonowego komitetu WKP(b) w guberni niżnonowogrodzkiej. Od sierpnia 1928 do czerwca 1929 był przewodniczącym komitetu wykonawczego rady rejonowej w Niżnym Nowogrodzie, od czerwca 1929 do sierpnia 1931 sekretarzem odpowiedzialnym rejonowego komitetu WKP(b) w Niżnym Nowogrodzie, od sierpnia 1931 do grudnia 1934 przewodniczącym Komitetu Wykonawczego Rady Miejskiej Niżnego Nowogrodu/Gorkiego, a od grudnia 1934 do sierpnia 1935 przewodniczącym Kirowskiej Krajowej Rady Związków Zawodowych. Od sierpnia 1935 do kwietnia 1937 był I sekretarzem Komitetu Miejskiego WKP(b) w Kirowie, a od kwietnia do czerwca 1937 II sekretarzem tego komitetu, od czerwca do października 1937 kierował Wydziałem Przemysłu Transportowego Komitetu Obwodowego WKP(b) w Swierdłowsku, od 16 października 1937 do 28 kwietnia 1938 był p.o. przewodniczącego Komitetu Wykonawczego Swierdłowskiej Rady Obwodowej.
12 kwietnia 1938 został aresztowany, 28 lipca 1938 skazany na śmierć przez Wojskowe Kolegium Sądu Najwyższego ZSRR pod zarzutem udziału w kontrrewolucyjnej organizacji terrorystycznej i rozstrzelany. 6 czerwca 1957 pośmiertnie zrehabilitowany.